# Owen Davidson
Owen Davidson (Melbourne, 4 de outubro de 1943 – 12 de maio de 2023) foi um tenista profissional australiano. Conquistou treze títulos de duplas de Grand Slams durante sua carreira, sendo onze nas mistas e dois nas masculinas.

## Finais deGrand Slam

### Duplas: 6 (2–4)
| Posição | Ano  | Campeonato      | Parceiro      | Oponentes                   | Placar                  |
| Vice    | 1966 | Wimbledon       | Bill Bowrey   | Ken Fletcher John Newcombe  | 3–6, 4–6, 6–3, 3–6      |
| Vice    | 1967 | Australian Open | Bill Bowrey   | John Newcombe Tony Roche    | 6–3, 3–6, 5–7, 8–6, 6–8 |
| Vice    | 1967 | US Open         | Bill Bowrey   | John Newcombe Tony Roche    | 8–6, 7–9, 3–6, 3–6      |
| Campeão | 1972 | Australian Open | Ken Rosewall  | Ross Case Geoff Masters     | 3–6, 7–6, 6–3           |
| Vice    | 1972 | US Open (2)     | John Newcombe | Cliff Drysdale Roger Taylor | 4–6, 6–7, 3–6           |
| Campeão | 1973 | US Open         | John Newcombe | Rod Laver Ken Rosewall      | 7–5, 2–6, 7–5, 7–5      |

### Duplas mistas: 12 (11–1)
| Posição | Ano  | Campeonato          | Parceira             | Oponentes                          | Placar              |
| Campeão | 1965 | Australian Open     | Robyn Ebbern         | Margaret Court John Newcombe       | final não disputada |
| Campeão | 1966 | US Open             | Donna Floyd Fales    | Carol Hanks Aucamp Ed Rubinoff     | 6–1, 6–3            |
| Campeão | 1967 | Australian Open (2) | Lesley Turner Bowrey | Judy Tegart Dalton Tony Roche      | 9–7, 6–4            |
| Campeão | 1967 | Roland Garros       | Billie Jean King     | Ann Haydon-Jones Ion Ţiriac        | 6–3, 6–1            |
| Campeão | 1967 | Wimbledon           | Billie Jean King     | Maria Bueno Ken Fletcher           | 7–5, 6–2            |
| Campeão | 1967 | US Open (2)         | Billie Jean King     | Rosemary Casals Stan Smith         | 6–3, 6–2            |
| Vice    | 1968 | Roland Garros       | Billie Jean King     | Françoise Dürr Jean-Claude Barclay | 1–6, 4–6            |
| Campeão | 1971 | Wimbledon (2)       | Billie Jean King     | Margaret Court Marty Riessen       | 3–6, 6–2, 15–13     |
| Campeão | 1971 | US Open (3)         | Billie Jean King     | Bob Maud Betty Stöve               | 6–3, 7–5            |
| Campeão | 1973 | Wimbledon (3)       | Billie Jean King     | Janet Newberry Raúl Ramírez        | 6–3, 6–2            |
| Campeão | 1973 | US Open (4)         | Billie Jean King     | Margaret Court Marty Riessen       | 6–3, 3–6, 7–6       |
| Campeão | 1974 | Wimbledon (4)       | Billie Jean King     | Lesley Charles Mark Farrell        | 6–3, 9–7            |